# Вулиця Князя Любарта
Ву́лиця Кня́зя Лю́барта — вулиця в Дніпровському районі міста Києва, місцевість ДВРЗ. Пролягає від провулку Винахідників до Гіллястого провулка. Одна з найкоротших вулиць міста.

## Історія
Виникла в 1950-х роках під назвою 814-та Нова вулиця. 1955 року отримала назву Таганрозька вулиця, на честь міста Таганрога (укр. Таганріг) в Росії. 
Сучасна назва на честь князя волинського та галицького Любарта — з 2022 року